# رباب (مغنية)
رباب (10 نوفمبر 1947 - 2 يوليو 2010 )، مغنية عراقية.

## عن حياتها

رباب في السبعينات

ولدت في مدينة البصرة العراقية، وبعد ذلك غادرت مع عائلتها عندما كان عمرها ستة أشهر إلى الكويت التي ترعرت فيها وفي عام 1977 تقدمت إلى برنامج موهوبين في تلفزيون الكويت ونجحت كأفضل صوت واعد، وبعدها دخلت كورال على مسرح التلفزيون الكويتي عام 1978 ونالت جائزة أفضل كورال وبعد ذلك تهافتت عليها شركات الإنتاج لينتجوا لها ألبوماتها وفي ذلك الوقت لم يكن للنساء النصيب الكبير في النجومية ما عدا زميلتها عتاب وابتسام لطفي وتوحة من السعودية وتعاملت مع العديد من الشركات مثل بو زيد فون ونجمة الفضة ويوسف حيدر الفنية واستقرت في شركة فنون الجزيرة وأنتجت لها الشركة أغلب ألبوماتها لما تملكه الشركة حينها من نجاح وتميز وكانت الرائدة آنذاك في استقطاب نجوم الفن الخليجي والعربي وأخيرا روتانا أنتجت لها 3 البومات وانتهى عقدها ولم ترغب التجديد لأن روتانا لم تقدم لها أي شي عاشت حياتها في الكويت التي رحلت عنها في حرب الخليج الثانية عام 90 وكان لها نشاط كبير في الساحة الفنية لا سيما في الثمانينيات وهي الفترة التي قضتها في الكويت قبل أن تتنقل بين عدة دول في التسعينيات لتستقر في دولة الإمارات العربية المتحدة بعد منعها من دخول 
الكويت بعد الغزو العراقي للكويت لأسباب لم تعرف وإيعاز يدعون لغنائها للرئيس صدام حسين بسبب احد 
المتنفذين في الكويت   

### غنائها للرئيس العراقي صدام حسين
في عام 1984 خلال الحرب العراقية الإيرانية أو ما عرفت بقادسية صدام قدمت أغنيات وطنية للرئيس العراقي صدام حسين مثل «صادق يا صدام» و «معاهدين أبو حلا» و«يا بو قصي» ، حينها كانت العلاقات العراقية الكويتية جيدة ومؤيدة لصدام، ولكن بعد الغزو العراقي للكويت كان غناءها لصدام حسين هو من أهم أسباب منعها على رغم أن غناءها له سبق الغزو.

### دعمها للمواهب الشبابية
اختارها الموسيقار محمد عبد الوهاب لتكون سفيرة الفن الخليجي كأفضل صوت وأداء وأهدى لها لحنا بعدما أثنى عليها وذلك بعدما غنّت الأطلال لأم كلثوم، قدمت المطربة نوال الكويتية إلى الملحن خالد الزايد عام 1984 ودعمت الفنانة أحلام الشامسي وقدمتها للملحن عارف الزياني عام 1996 وشجعت الكثير أيضا ولكن لم يستمروا كما تنازلت عن أغان مميزة تملكها لفنانين آخرين مثل أغنية مو نادمة لنوال وخواف لمحمد عبده.

### مرضها ومنعها من دخول الكويت
أصبيت بداية بجلطة في رأسها من جراء العمليات المكثفة على الجهة اليمنى وبقيت عاما كاملا وهي في غيبوبة وتعرضت لضعف بصري في العين اليمنى وبقيت تحت العلاج لأكثر من ثماني سنوات
أصيب بأزمتين قلبيتين فقررت إحدى الشخصيات المرموقة من السعودية- إرسالها إلى أمريكا للعلاج على نفقته الخاصة وبعد أن عادت من رحلة العلاج فوجئت بدخول القوات العراقية إلى الكويت عام 1990، وكانت حينها مريضة وفي حاجة للراحة بعد سحب الحكومة الكويتية جوازها قبل خمسة سنوات منها، ولكن العراق منحها جوازها العراقي، لتستطيع التجول باحثة عن رزقها من خلال صوتها، التقت حينها بالشيخة أم خالد آل نهيان من دولة الإمارات العربية في مطار البحرين وسألتها ماذا حل بها قائلة بأنها لا تعرف أين تذهب بعد منعها من دخول الكويت لكونها تحمل جوازا عراقيا كانت قلقة وخائفة بعد تجوال ثلاثين ساعة في الطائرة تجوب بلدان العالم في البحث عن ملجأ أو مكان تدخل إليه إلى أن وصلت مطار البحرين وبعد ذلك فوجئت بأن البحرين لا تريدني أن أعبر من مطارها لأن الكويت هاتفتها بعدم دخولها إلى أراضيها واصفة بأنها أصبحت رئيس دولة محارب بعد دخولها البحرين وجلوسها في المطار بالصدفة تعطلت الطائرة التي كانت تقل الشيخة أم خالد على متنها فجاءت إليها وهي في المطار فقالت لي ما بك يا رباب فردت بأن البحرين لا تريد إدخالها عبر المطار بالرغم من أن هناك محاولات عدة من قبل الطيارين البحرينيين فبسرعة فائقة اتصلت الشيخة أم خالد بمطار أبو ظبي وأخبرتهم بما حدث فوافقوا على الفور أن تدخل الإمارات وأقامت لديها مدة سبعة أشهر كنت معززة مكرمة وتعاملها مثل أولادها. وكانت طوال هذه الفترة تقف أمام التلفاز وتبكي كثيرا وارتدت الأسود إلى أن تحررت الكويت وخرجت في مظاهرات سعادة وفرح في الشوارع وقدت هذه المظاهرات في شوارع الإمارات. خلال الغزو سجلت أغاني وطنية على نفقتها الخاصة مساندة لدولة الكويت ومن أشهر أغانيها وقتها شدو الحيل، كويت يا دانة، وما خضعنا، وعد، الله أكبر من كلماتها وألحانها ووزع الألبوم مجانا ذلك الوقت، رغم نصيحة الأطباء بالابتعاد عن الغناء تلقت أكبر صدمة في حياتها عندما رفضت الكويت دخول أراضيها، لتنتقل بعد ذلك للعيش في الشارقة.

### وفاتها
توفيت إثر جلطة حادة في الدماغ، في الإمارات 2 يوليو 2010، عن عمر يناهز ثلاثة وستين عاماً بعد إصابتها بنزيف حاد بالمخ استمر ثلاثة أيام عقب إصابتها بفيروس لم يتعرف الأطباء عليه واعتبروه فيروساً مجهولاً. وتم تشييع جثمانها من مسجد الصحابة بالشارقة إلى مثواها الأخير في الشارقة.
وقد سبق لها أن تعرضت لجلطة أدخلت على إثرها غرفة العناية المشددة قبل شهر وتشافت بعد ذلك، لتظهر على قناة أبو ظبي" قبل أسبوعين وتتحدث عن معاناتها في تلك المرحلة وفي إحدى الحوارات لها لجريدة الرياض السعودية قبيل رحيلها كشفت عن رحلة معاناتها والتجاهل الفني والإعلامي الذي عانته، وقالت في هذا الحوار:
أن ما أخذته من الفن كاف وكنز كبير، أخذت جمهورا من مختلف بلدان العالم العربي مستحيل. وبأنها لا تملك أي رصيد من المال وجمهورها هو الثروة الكبرى التي حصلت عليها وقبل وفاتها كانت تستعد لتسجيل مقدمة مسلسل أميمة في دار الأيتام إلا أن مرضها منعها من ذلك وكان في آخر أيامها تدعو إلى العودة الكويت. إلا أنها عادت مرة أخرى للمستشفى في منتصف الأسبوع.

## أعمالها

### الألبومات
- 1980: إجرح.
- 1981: لا تنادي.
- 1981: رباب 81.
- 1982: جبرني الشوق.
- 1982: البارحة.
- 1983: لاتحاسبني.
- 1984: متعنين.
- 1984: الحب الأول.
- 1985: لا تستغرب.
- 1985: إش معنى أنا.
- 1986: احتمال.
- 1987: آهات رباب ومزعل.
- 1987: احتمالاتك خطا.
- 1987: جسر المحبة من حرير.
- 1988: غيرت عنواني.
- 1988: رباب.
- 1989: ياسيدي ارتاح.
- 1990: سالنا عليك.
- 1991: فدوه.
- 1990: كويتنا.
- 1991: مخطوف.
- 1992: لايهمك من يقول.
- 1993: قلبي عفا.
- 1993: لا تقدم عذر.
- 1994: لاللحب.
- 1995: تعال اعتب.
- 1999: الكلمة ميزان.
- 1999: هذي قطر.
- 2000: رباب
- 2001: جرح الزمن
- 2004: رباب 2004.
- 2006: أغلى ناسي.
- 2008: آخر قراري.

### الأغاني المنفردة
- قديم أوراقي.
- تغربنا.
- قلبي معاك.
- يتزلزل القلب.
- آه يازمن.
- أتت الظروف.
- حبيتك
- شلون حالي.
- ما تدور الدنيا.

### أغاني رياضية
- غنت للمنتخب العراقي لفوزه ببطولة لأول مرة ببطولة كأس آسيا 2007 وتأهله لكأس القارات 2009
- شاركت في أوبريت «عاش العراق» من كلمات الشاعر كريم العراقي، ألحان وتوزيع الدكتور فتح الله أحمد
- أوبريت افتتاح كأس الخليج التاسعة في السعودية
- أغنية خاصة لجاسم يعقوب مع فنانين آخرين
- أغاني لمنتخب الكويت والامارات وقطر في مناسبات رياضية

### مقدمات المسلسلات
- (1984): الغرباء.
- (2001): جرح الزمن.
- (2005): اللقيطة.
- (2007): لحظة ضعف.
- (2008): نقش الحنة.
- (2008): البارونات.
- (2009): دروب المطايا.

### الدول الذي أحيت فيها حفلات
- الولايات المتحدة.
- المملكة المتحدة.
- فرنسا.
- أستراليا.
- مصر.
- تونس.
- الأردن.
- البحرين.
- الكويت.
- قطر.
- الإمارات.
- العراق.
- سوريا.
- المغرب.

### الجلسات الفنية
- غنت في الكويت أغلب جلساتها الفنية، كما شاركت في قطر لجلسات دانة الدوحة.
- السعودية 1983 - 1984.
- الرياض مع نوال الكويتية 1987.
- البحرين.
- بغداد.
- البصرة.
- اليمن.

### مشاركتها كعضو لجنة تحكيم
شاركت كواحدة من أعضاء لجنة تحكيم برنامج نجوم الخليج على «قناة نجوم».

## التكريمات
- مصر - 1985: تكريم في القاهرة.
- تونس - 1986: تكريم من مهرجان قرطاج.
- قطر - 2002: تكريم في قطر.
- البحرين - 2003: تكريم في البحرين.

## شركات الإنتاج التي تعاملت معها
- :بوزيد فون
- : النظائر
- :فنون الجزيرة
- : روتانا